# Nicolae Tăbăcaru
Nicolae Tăbăcaru (n. 20 august 1955, satul Cioara-Mârza, raionul Tarutino, regiunea Odesa, Ucraina) este un diplomat și om politic din Republica Moldova, care a deținut funcția de ministru de externe (1997-2000).

## Biografie
Nicolae Tăbăcaru s-a născut la data de 20 august 1955 în satul Cioara-Mârza (Nadrecinoie), raionul Tarutino din  regiunea Odesa (Ucraina). A absolvit cursurile Universității de Stat de la Chișinău și ale Școlii de Politologie din Leningrad (1987-1989), apoi a studiat la Academia Diplomatică din Moscova (1991-1992). De asemenea, a urmat ulterior cursurile diplomatice ale Ministerului Afacerilor Externe din Suedia (1993).
În anul 1989 este numit ca prim-secretar la Departamentul de Protocol și Informații, iar în anul următor devine șef al Departamentului de Protocol.
A lucrat apoi în cadrul Ministerului Afacerilor Externe al Republicii Moldova, deținând funcția de director la Direcția ONU și director de protocol al MAE (1992-1993). Este trimis apoi la Ambasada Republicii Moldova din Regatul Belgiei mai întâi în funcția de consilier, iar apoi în cea de ministru-consilier (1993-1996). Revine în țară în anul 1996, fiind numit ca șef al Direcției Europa și America de Nord și consilier al presedintelui Petru Lucinschi.
În perioada 28 iulie 1997 - 22 noiembrie 2000, Nicolae Tăbăcaru a deținut funcția de ministru al afacerilor externe al Republicii Moldova. În această perioadă, la 20 august 1999, i-a fost acordat rangul diplomatic de ambasador extraordinar și plenipotențiar.
Printr-un decret prezidențial din 14 februarie 2001, Nicolae Tăbăcaru a fost numit în funcția de Ambasador Extraordinar și Plenipotențiar al Republicii Moldova în Republica Federală Germania.. Apoi, la 20 februarie 2002, a fost numit prin cumul ca reprezentant și în Regatul Danemarcei și Regatul Suediei.
Vorbește fluent limbile engleză, rusă și franceză. Este căsătorit și are doi copii.